# Epsilon Draconis
Epsilon Draconis (ε Dra) – gwiazda w gwiazdozbiorze Smoka, odległa od Słońca o około 148 lat świetlnych.

## Nazwa
Nazwa własna tej gwiazdy, Tyl, ma nieznane pochodzenie; pojawia się w atlasie Bečvářa.

## Charakterystyka
Epsilon Draconis to gwiazda podwójna. Główny składnik, Epsilon Draconis A, to żółty olbrzym należący do typu widmowego G7. Jasność tej gwiazdy jest 60 razy większa niż jasność Słońca, ma ona temperaturę 5000 K. Masa tej gwiazdy to około 2,5 masy Słońca, ma ona 10 razy większy promień. Gwiazda ma około 600 milionów lat, najprawdopodobniej trwają w niej reakcje syntezy helu w węgiel i tlen.
Słabszy składnik Epsilon Draconis B ma mniej pewną charakterystykę. Był sklasyfikowany jako pomarańczowy olbrzym należący do typu K5, jednak wynikającej z tego temperatury i jasności nie da pogodzić się z teorią. Według nowszej klasyfikacji jest to olbrzym typu F5, czemu odpowiada temperatura 6400 K. Przy takim założeniu gwiazda ta ma jasność 3,4 L☉, promień 1,5 R☉ i masę 1,3 M☉. Takie własności wskazują, że w rzeczywistości nie jest to jeszcze olbrzym, ale żółto-biały karzeł.
Na niebie składniki dzieli około 3,2 sekundy kątowej (pomiar z 2012 r.); mają one obserwowaną wielkość gwiazdową odpowiednio 4,01 i 6,87m. William Herschel w 1780 roku wyznaczył ich odległość kątową na 2,5″; zmiana odległości jest związana z ruchem orbitalnym, gdyż składniki w ciągu 129 lat obserwacji przemieściły się aż o 16″ na tle innych gwiazd. W przestrzeni dzieli je obecnie co najmniej 145 au i obieg środka masy musi trwać co najmniej 900 lat, ale na razie nie udało się wyznaczyć elementów orbity.